# Homoglaea hircina
Homoglaea hircina är en fjärilsart som beskrevs av Morrison 1875. Homoglaea hircina ingår i släktet Homoglaea och familjen nattflyn. Inga underarter finns listade i Catalogue of Life.